# Hugo Köster
Hugo Nikolaus Didrik Daniel Köster, född 26 oktober 1858 i Göteborg, död 16 september 1939, var en svensk läkare.
Köster blev student vid Uppsala universitet 1877, medicine kandidat 1882, medicine licentiat 1886 samt medicine doktor 1888, sedan han föregående år utgivit en disputation Om nervdegeneration och nervatrofi jämte några ord om varikositeternas förekomst och betydelse i de perifera nerverna. Han förordnades 1887 till docent i praktisk medicin i Uppsala samt var 1891-1923 överläkare på medicinska avdelningen vid Allmänna och Sahlgrenska sjukhuset i Göteborg. 
Åren 1896-1905 var Köster generalsekreterare vid Nordiska kongressen för invärtes medicin. Han var hederspresident vid kongresserna i Köpenhamn 1927 och i Uppsala 1933. Han blev ledamot av Vetenskaps- och vitterhetssamhället i Göteborg 1894 och hedersledamot av Göteborgs läkaresällskap 1924. 
Han publicerade ett stort antal avhandlingar, främst inom invärtes medicin, i Göteborgs läkaresällskaps förhandlingar, i Hygiea, i Uppsala läkarförenings förhandlingar, i Nordiskt medicinskt arkiv liksom i åtskilliga utländska tidskrifter. Han utgav även bland annat Pleuritis und Tuberculose (1912), Ueber kranielle Geräusche (1914) och Om dödsorsakerna i lifförsäkringsaktiebolaget Svea och deras förhållande till de aflidnas ålder och yrke (1917). Köster är begravd på Östra kyrkogården i Göteborg.